# Bert Spahr van der Hoek
Lambertus Hendrik Broor (Bert) Spahr van der Hoek (Drachten, 26 juli 1946) is een Nederlands VVD-politicus. Van 1 september 1983 tot 1 juni 1997 was hij burgemeester van Coevorden. Van 1 juni 1997 tot 1 juni 2001 was hij burgemeester van Middelburg.

## Biografie
Spahr van der Hoek is afgestudeerd in het Nederlands recht aan de Rijksuniversiteit Groningen. In zijn studententijd was hij voorzitter van de plaatselijke JOVD (aan de VVD gelieerde jongerenorganisatie). In 1973 werd hij beleidsmedewerker bij de gemeente Purmerend. In 1978 werd hij directeur van zowel de economische dienst van de gemeente Helmond, als de regionale ontwikkelingsmaatschappij Induma. In september 1983 volgde zijn benoeming tot burgemeester van Coevorden en in juni 1997 werd hij de burgemeester van Middelburg. In juni 2000 nam de gemeenteraad een motie van wantrouwen aan waarop hij met ziekteverlof ging. Don Burgers die voor Spahr van der Hoek in Middelburg benoemd werd daar al waarnemend burgemeester was, keerde in juli 2000 terug als waarnemend burgemeester. In juni 2001 werd Spahr van der Hoek ontslag verleend.

## Achternaam
Volgens de burgerlijke stand is 'Spar van der Hoek' (dus met 'Spar' in plaats van 'Spahr') zijn officiële achternaam, maar zelf ondertekent hij met een extra 'h'. 